# تانيا أحمد
تانيا أحمد (بالبنغالية: তানিয়া আহমেদ) هي ممثلة ومخرجة وعارضة أزياء ومصممة رقصات بنغلاديشية.

## وصلات خارجية
- تانيا أحمد على موقع IMDb (الإنجليزية)